# Manuel II av Trapezunt
Manuel II av Trapezunt, född okänt år, död 1332, var regerande kejsare av Trapezunt från 1332 till 1332. 